# Álvaro Poppe

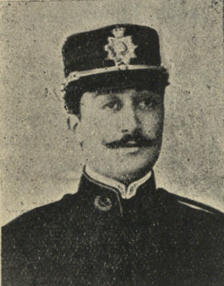
Álvaro Poppe

Álvaro Poppe (Covelinhas, Peso da Régua, 3 de abril de 1879 — São Domingos de Benfica, Lisboa, 22 de janeiro de 1972) foi um oficial do Exército Português que se distinguiu no processo que levou à implantação da República Portuguesa e pela sua participação activa na vida política durante a Primeira República Portuguesa, tendo exercido as funções de deputado à Assembleia Constituinte de 1911. A par da sua carreira militar desenvolveu uma intensa actividade política assente num profundo republicanismo, pelo que se opôs ao Golpe de 28 de Maio de 1926, tendo falecido no exílio.

## Biografia
Nasceu em Covelinhas, concelho de Peso da Régua, filho de Augusto Poppe e de Ana da Conceição. Concluiu o curso de Cavalaria na Escola do Exército, sendo promovido a alferes a 10 de Novembro de 1899.
Aderiu cedo ao ideário republicano e democrático, tendo estado na oposição às medidas ditatoriais do governo de João Franco. Colaborou activamente na propaganda anti-monárquica e na preparação da Revolução de 5 de Outubro de 1910.
Foi um dos fundadores do grupo de militares activistas políticos intitulado Jovens Turcos, que integrava também Sá Cardoso, Hélder Ribeiro e Américo Olavo.
Após o golpe de 26 de maio de 1926, participou na tentativa de contragolpe que ficou conhecida pela Revolta de Fevereiro de 1927. Com o fracasso daquela tentativa de restaurar as liberdades constitucionais, foi obrigado a exilar-se em Espanha e depois em França, onde se manteve até Junho de 1940, data em que, com outros exilados, regressou a Portugal, sendo preso pela Polícia de Vigilância e Defesa do Estado (PVDE) a 27 de junho de 1940 no posto de Vilar Formoso.